# ヘンリー八世 (オペラ)

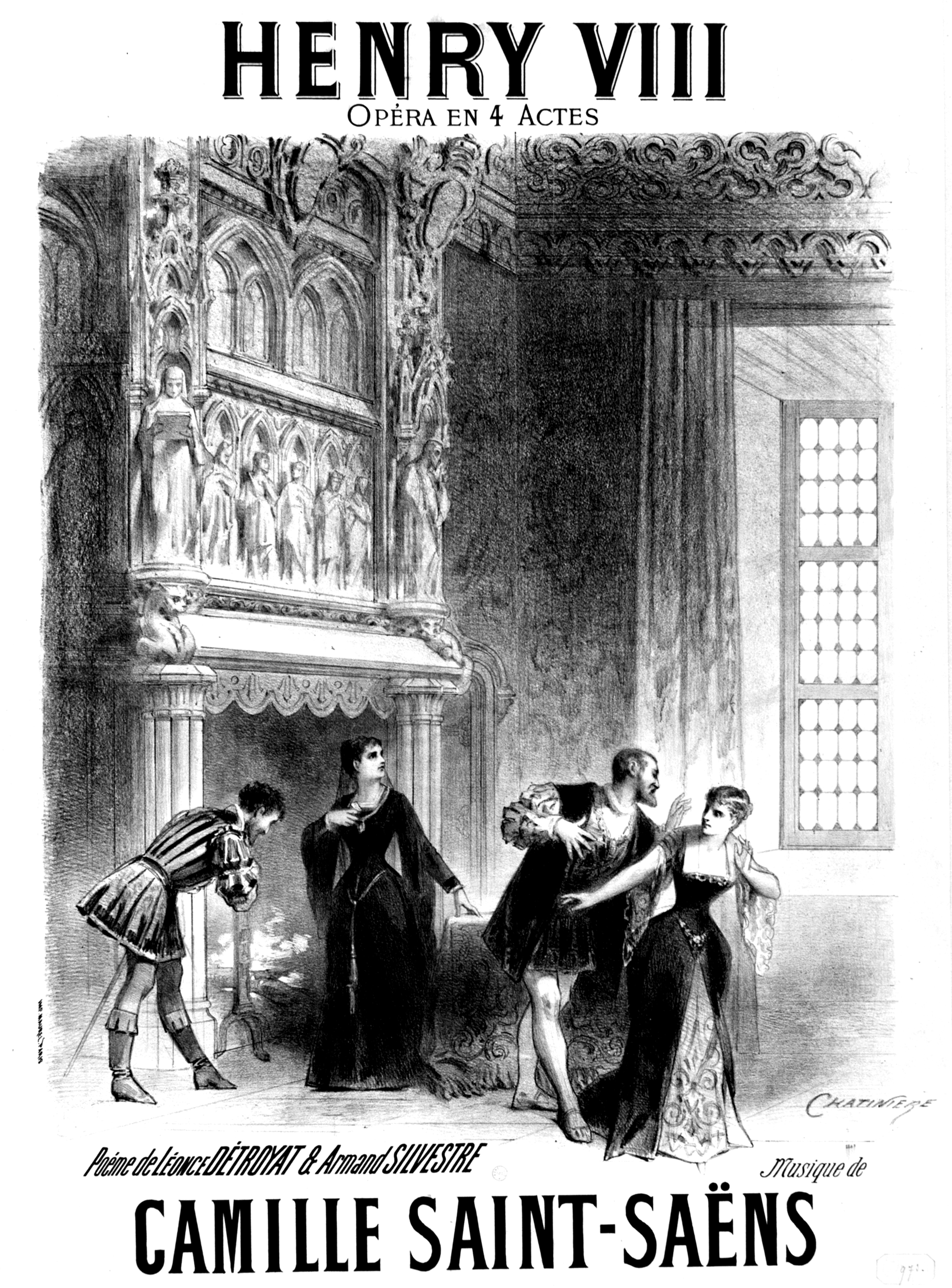
初演時のシャティニエールによる『ヘンリー八世』のイラスト

『ヘンリー八世』（ヘンリーはっせい、仏: Henry VIII 、フランス語の発音はアンリ）は、カミーユ・サン＝サーンスによる4幕6場のグランド・オペラである。初演はパリ・オペラ座で1883年3月5日に行われた。6度の結婚に加えて、ローマ・カトリック教会からのイングランド国教会の分離によって知られるイングランド王ヘンリー8世を扱ったオペラで、サン＝サーンスの5番目のオペラである。

## 楽曲
形式としては、ジャコモ・マイアベーアが『悪魔のロベール』（1831年）や『ユグノー教徒』（1836年）などで確立したグランド・オペラの形式をとっている。グランド・オペラの中では最後期の作品となる。したがって、
- 5幕（または4幕）仕立て
- 劇的な題材
- 歴史的な興味
- 大合唱やバレエなどの多彩なスペクタクル要素
- 異国情緒

などを有している。特に第3幕の長大な離婚裁判のシーンが大合唱と管弦楽により壮麗さを極め、大きな見所のひとつとなっている。異国情緒については、サン＝サーンスはイングランド、スコットランド、アイルランドのテューダー朝の音楽を入念に調べ、その成果を幾つかのモチーフのように扱っており、全体としての統一感が生み出されている。また、サン＝サーンスの高い作曲技術により、格調高い雰囲気が保たれている。真摯な学究的姿勢と形式感のしっかりした傾向が上手く融合し、サン＝サーンスの長所が発揮されている。

## リブレット

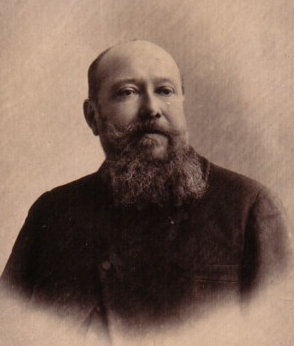
アルマン・シルヴェストル

リブレットはレオンス・デトロワイヤおよびアルマン・シルヴェストルによってフランス語で作成されている。原作はスペインの作家ペドロ・カルデロン・デ・ラ・バルカの戯曲『イングランド国教会分裂』（La cisma de Inglaterra）とシェイクスピアの『ヘンリー八世』にジョン・フレッチャーが加筆または改訂したとされる戯曲を素材としている。筋立てとしてはグランド･オペラらしく、2つの三角関係 (1)ヘンリー八世、キャサリン、アン・ブーリン、(2)アン・ブーリン、ドン・ゴメス、ヘンリー八世の愛憎関係を中心に展開される。これに謀反の濡れ衣を着せられたバッキンガム公の処刑、ローマ教皇との離婚訴訟を巡る対立、ヘンリー八世の教皇による破門、国教会の誕生という歴史的な事件が描かれている。宗教上の対立はグランド・オペラの中心的台本作家のウジェーヌ・スクリーブがマイアベーアの『ユグノー教徒』、『預言者』や ジャック・アレヴィの『ユダヤの女』において好んで取り上げてきた主題である。なお、カルデロンとシェイクスピアの原作では重要な役割を果たしているウルジー枢機卿の奸計は、オペラでは取り上げられていないほか、カルデロン版に名を連ねるメアリー王女も登場しない。なお、ドニゼッティの『アンナ・ボレーナ』は本作の後の歴史を題材としている。

## 初演およびその後

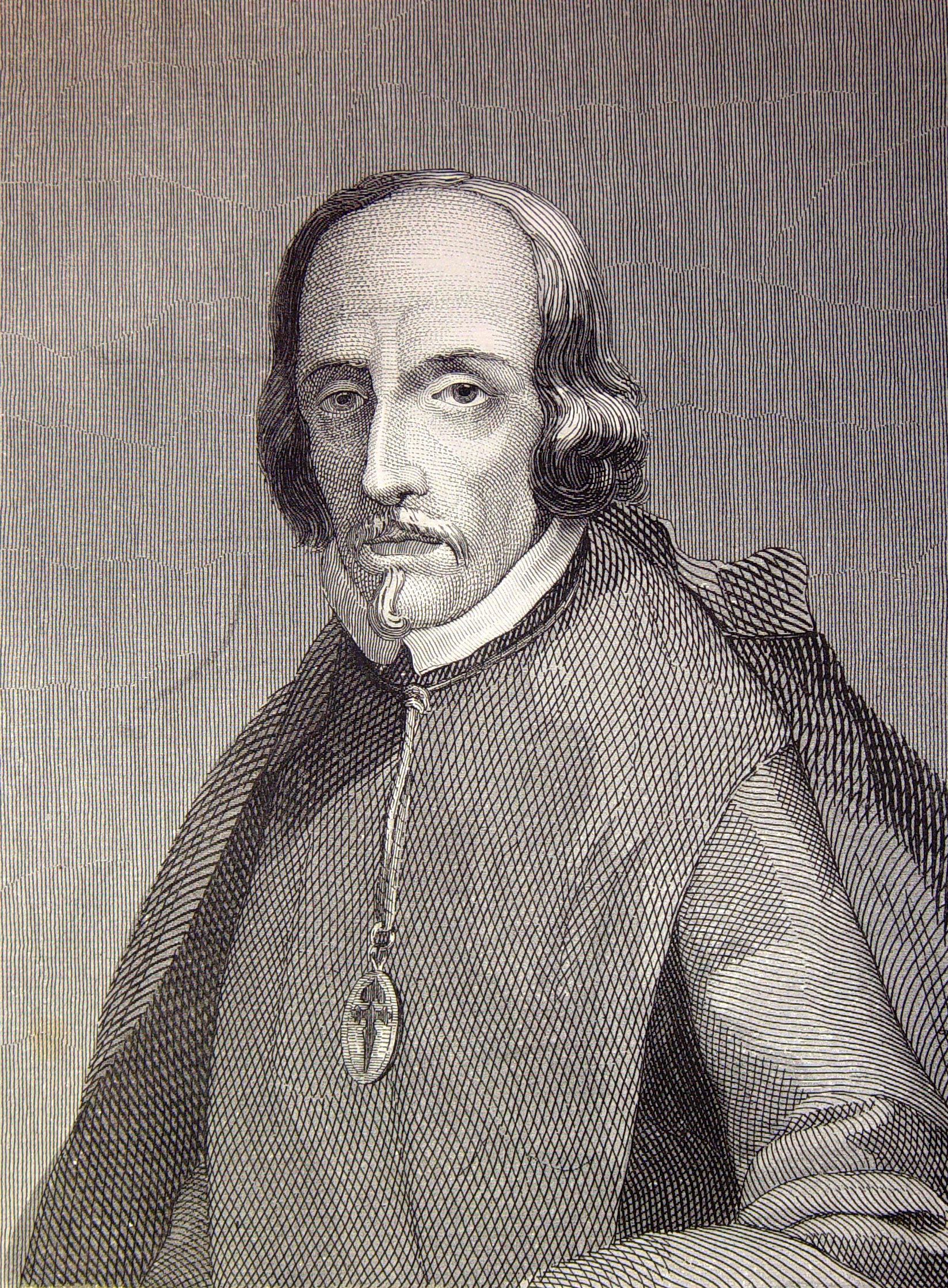
カルデロン

パリ・オペラ座で1883年3月5日に行われた初演は、ガブリエル・クラウスの主演で、念入りに作られた、極めて密度の高い作品として、非常な成功を克ちえた。「このように初演は決め手となったのだが、とうとうシーズンの一大事件となり、国際的なジャーナリズムにより多少とも詳しく論評された。－中略－しかし『ヘンリー八世』の大成功－〈私が出会った音楽の中で最も驚くべき作品のひとつだ〉（『ラ・ヌーヴェル・ルヴュ』におけるシャルル・グノー）－は、そうこうする間に47歳になったサン＝サーンスにとっての突破口をもたらすものであり、異論の余地のない事実であった」。これにより、サン＝サーンスはパリでオペラ作曲家として認知されるようになった。なお、『サムソンとデリラ』がパリで上演されたのは1892年であった。1889年 7月14日にはロンドンのコヴェント・ガーデン王立歌劇場にて英国初演がマンティネッリの指揮、モーリス・ルノー（ヘンリー八世）、リナ・パカリー（キャサリン）、メリアヌ・エグロン（アン）ほかの配役で行われた。『ヘンリー八世』は1919年まではパリ・オペラ座のレパートリーに残っていた。第一次大戦後、最初にパリ・オペラ座で上演されたのは、このオペラだった。

## 評価

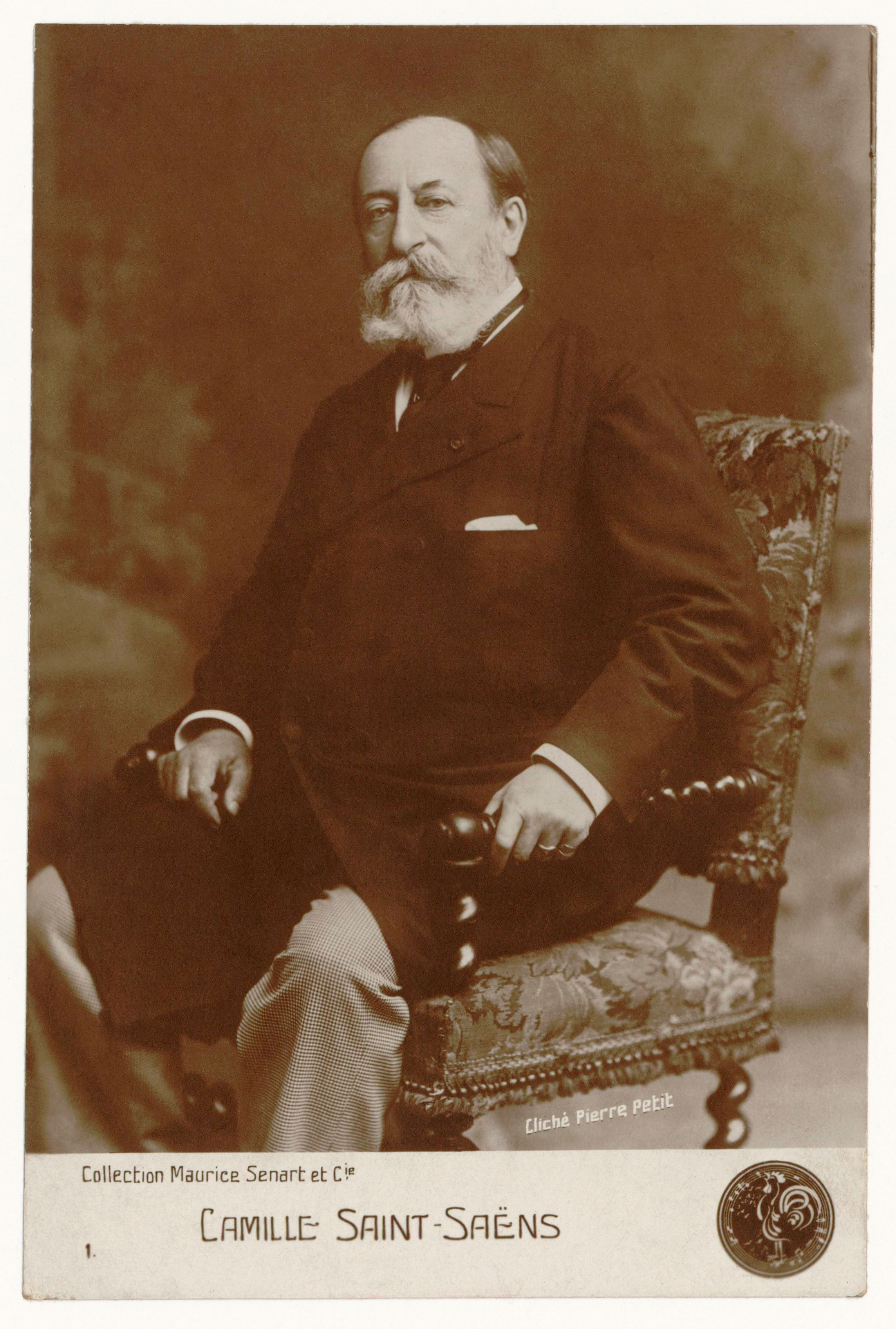
サン＝サーンス

『シェイクスピア劇のオペラを楽しもう』の著者である福尾芳昭は「『ヘンリー八世』は長大な曲だけに冗長な部分や劇的緊張感に欠けるところがないとは言えないが、華やかなスペクタクルがあり、音楽に抒情美とドラマティックな情熱や激しさがあり、現代のオペラファンの耳目を楽しませ、彼らの鑑賞に耐えるだけの実力のある曲である」と述べている。また、英国の音楽学者ヒュー・マクドナルドは「『ヘンリー八世』は、演劇的に強靭であり、音楽が劇的で感動的であるため、オペラの諸要素の処方がどのように効果を発揮するのかを明示している。その視覚的な素晴らしさは、しばしば英国の風合いを持つ高度な職人芸の音楽と合致する。2012年のバード音楽祭でエリー・ディーンが歌う痛切な哀愁を湛えた王妃の最後の独唱「もう決してお会いすることは無いでしょう」を聴いた者は、誰もこの音楽の魅力を否定することはできなかった。合唱の書法、宗教会議の大アンサンブル、人でなしにして魅力的でもあるヘンリー八世の繊細な性格描写など、これら全てはメジャーなオペラハウスがこの作品を取り上げ、立派な上演をするならば、全ての観客を魅了するであろう」と述べている。また、『オペラ史』を著したD・J・グラウトは「サン＝サーンスは生まれつき劇音楽の才能に恵まれた作曲家ではないが、技法的な熟達と身につけた種々の音楽のスタイルの知識から、大いに感興をそそるとまでは行かなくとも、流暢で十分聴くに耐える劇作品を書くことができた。彼の16の劇場作品の中で、『サムソンとデリラ』に次いで最も成功したのは『ヘンリー八世』と『アスカニオ』（Ascanio, 1890年）の2つのオペラとオペラ・コミック 『フリネ』（Phryné, 1893年）であった」と述べている。

## 近年のリバイバル
主なものは下記の通り。
- 1983年 2月、サンディエゴ歌劇場によるアメリカ初演はアントニオ・タウリエッロの指揮、シェリル・ミルンズのヘンリー八世、クリスティーナ・ドイテコムのキャサリン王妃、ジャック・トラッセルのドン・ゴメス、ケヴィン・ランガンがノーフォーク公爵ほかとなっていた[13]。
- 1989年 7月のモンペリエ・フィルハーモニー管弦楽団、モンペリエ歌劇場合唱団およびライン歌劇場合唱団による演奏はジョン・プリッチャードの指揮、アラン・フォンダリー（フランス語版）のヘンリー八世、フランソワーズ・ポレ（フランス語版）のキャサリン王妃、マガリ＝シャルボー・ダモントのアン・ブーリン、クリスティアン・ララのドン・ゴメス、フィリップ・ボエがノーフォーク公爵ほかとなっていた[14]。
- 1991年 9月にはコンピエーニュ・テアトル・アンペリアル（フランス語版）のこけら落しを記念してアラン・ギンガルの指揮、フランス・オペラ管弦楽団およびルーアン芸術劇場合唱団の演奏、ピエール・ジュルダン（フランス語版）の演出によりフィリップ・ルイヨンのヘンリー八世、ミシェール・コマンのキャサリン王妃、リュシール・ヴィニョンのアン・ブーリン、アラン・ガブリエルのドン・ゴメスほかというものだった[15][16]。この上演はジュルダンが1988年に発足させたフランス音楽劇場による上演機会のなくなった自国のオペラを上演するプロジェクトによるもので、その第1作となった[17]。
- 2002年1月のバルセロナ・リセウ大劇場管弦楽団および合唱団による上演ではジュルダンの演出が使われ、ホセ・コラドの指揮、サイモン・エステスのヘンリー八世、モンセラート・カバリェのキャサリン王妃、ノメダ・カズラウスのアン・ブーリン、チャールズ・ワークマンのドン・ゴメスほかの演奏となっている[18]。なお、この上演はカバリェのデビュー40周年記念の公演であり、録音もされたが現在は廃盤となっている。
- 2012年8月21日にはバード音楽祭（英語版）にてレオン・ボットスタインの指揮、アメリカ交響楽団およびバード祝祭合唱団によって上演された。歌手陣はジェイソン・ハワードがヘンリー八世、エリー・ディーンのキャサリン王妃、ジェニファー・ハロウェイがアン・ブーリン、ジョン・テシエがドン・ゴメスほかとなっている[16]。バード音楽祭は毎年行われており、2012年はサン＝サーンスが《Saint-Saëns and His World》として特集され、最終日のコンサートとして演奏された[19][20]。

## 登場人物
| 人物名                                    | 声域         | 役                                                                       | 初演時のキャスト (1883年3月5日) 指揮： エルネスト・ウジェーヌ・アルテ |
| ----------------------------------------- | ------------ | ------------------------------------------------------------------------ | --------------------------------------------------------------------- |
| ヘンリー八世                              | バリトン     | イングランド王、アンリ八世（仏語）                                       | ジャン・ラサール                                                      |
| キャサリン王妃                            | ソプラノ     | 最初の妻 キャサリン・オブ・アラゴン（英語） カトリーヌ・ダラゴン（仏語） | ガブリエル・クラウス                                                  |
| アン・ブーリン                            | メゾソプラノ | 2人目の妻                                                                | アルフォンジーヌ・リシャール                                          |
| ドン・ゴメス・デ・フェリア                | テノール     | スペイン大使                                                             | エティエンヌ・ドランス                                                |
| ノーフォーク公爵                          | バリトン     | ドン・ゴメスの友人                                                       | ウジェーヌ・ロラン                                                    |
| 枢機卿キャンピーアス （枢機卿カンペジオ） | バス         | ローマ教皇クレメンス七世の使者                                           | オギュスト・ブドゥレスク                                              |
| クランマー                                | バス         | カンタベリー大司教                                                       | ガスパール                                                            |
| サリー公爵                                | テノール     | 王室議員                                                                 | エティエンヌ・サパン                                                  |
| クラレンス夫人                            | ソプラノ     | キャサリン王妃の女官                                                     | ナストルグ嬢                                                          |
| ガーター                                  | テノール     | 上級の紋章官                                                             | マルボー                                                              |
| 執達吏                                    | バス         | -                                                                        | ブタン                                                                |

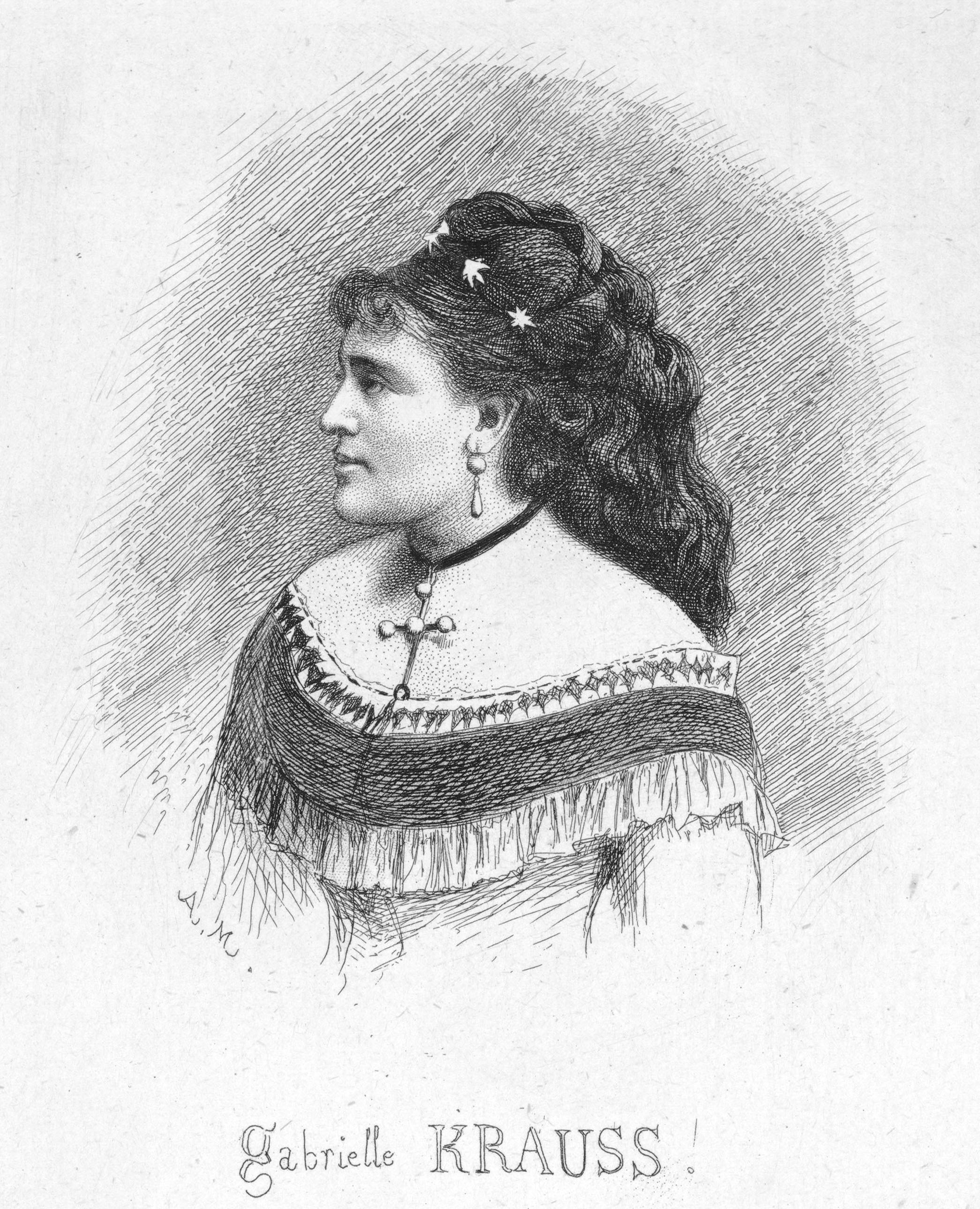
ガブリエル・クラウス

- 合唱：民衆、貴族、僧侶、裁判官、議員、役人、兵士など
- バレエ団

## 初演時の衣装

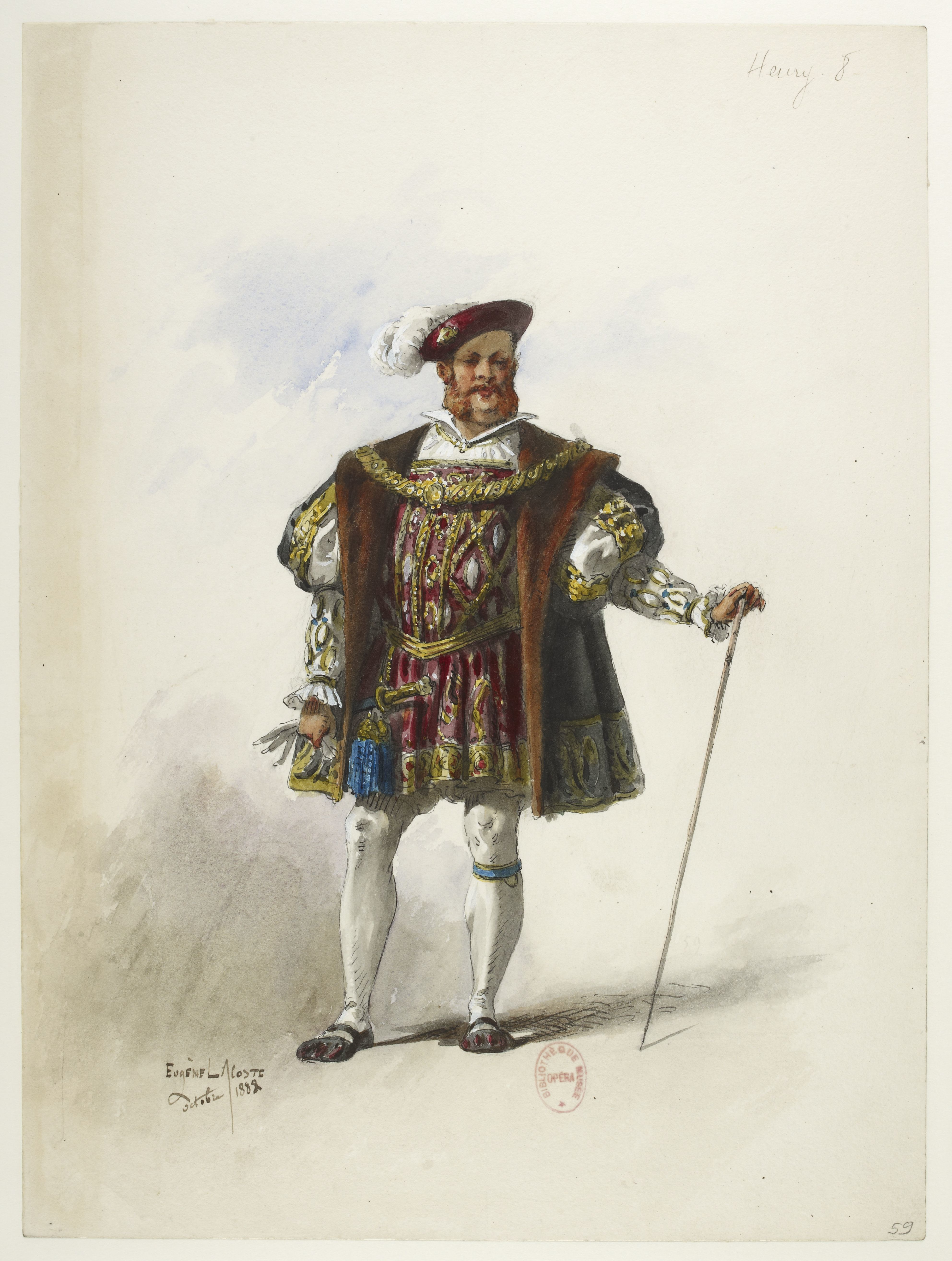
ヘンリー八世
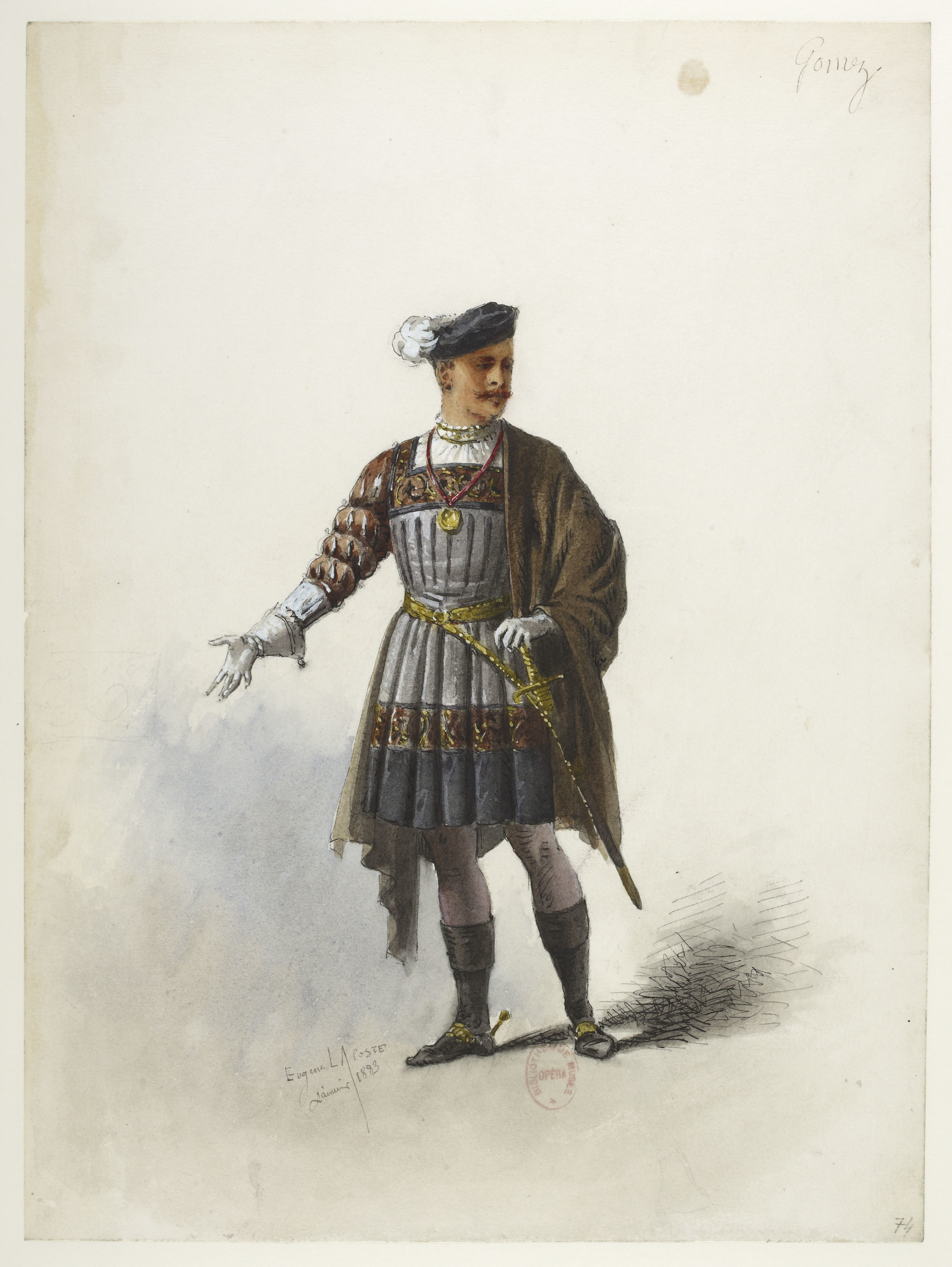
ドン・ゴメス
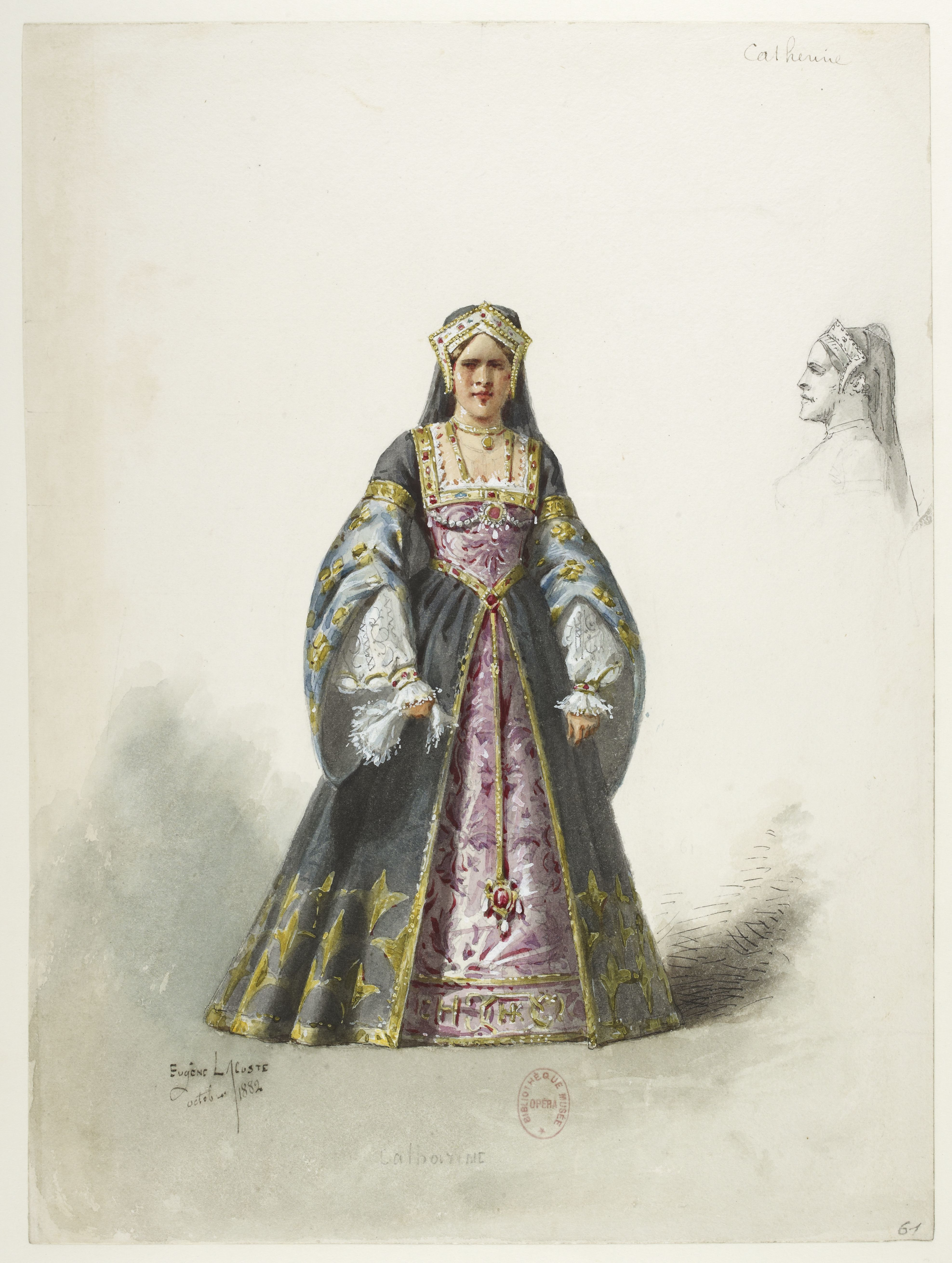
キャサリン王妃
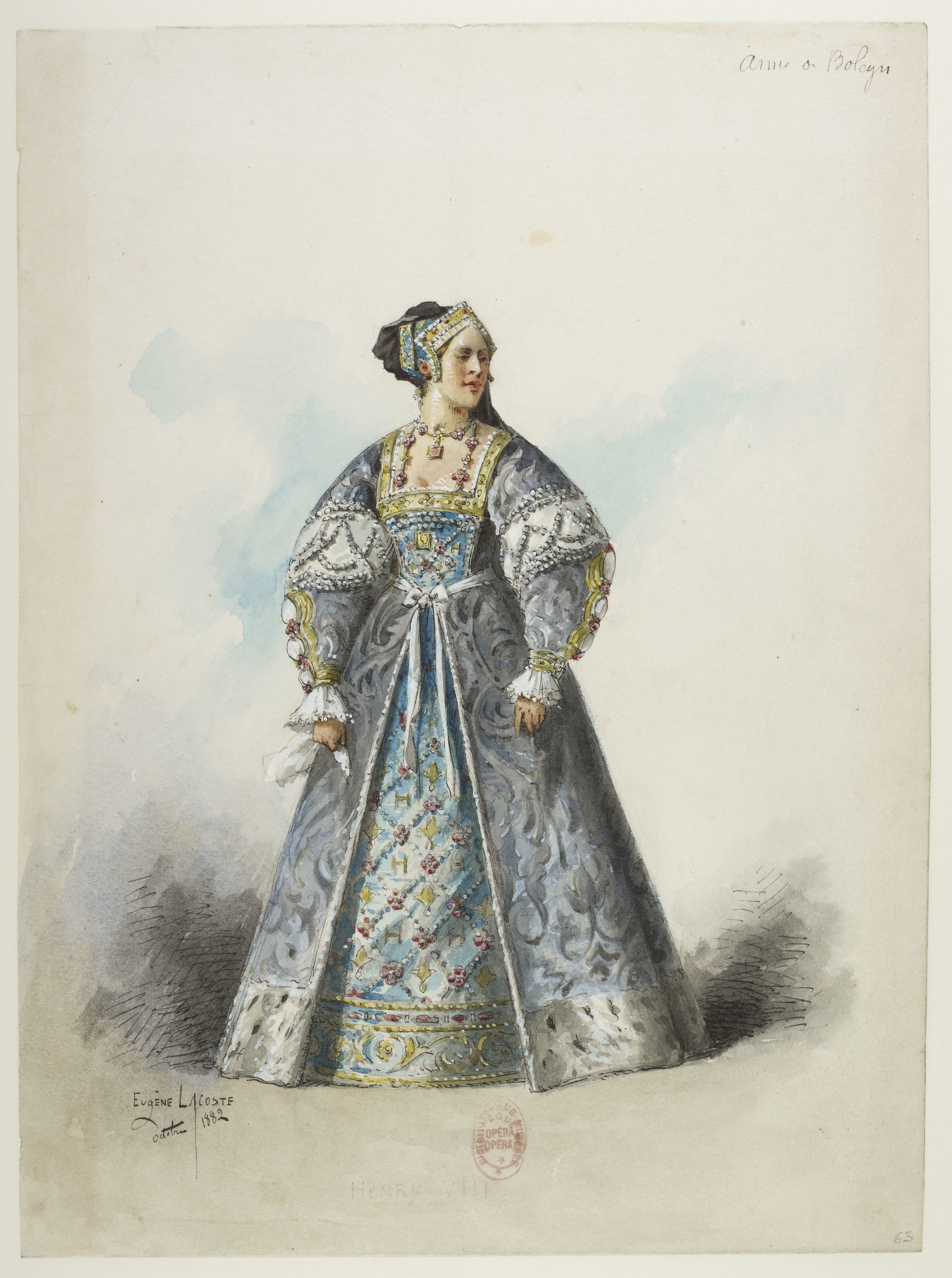
アン・ブーリン
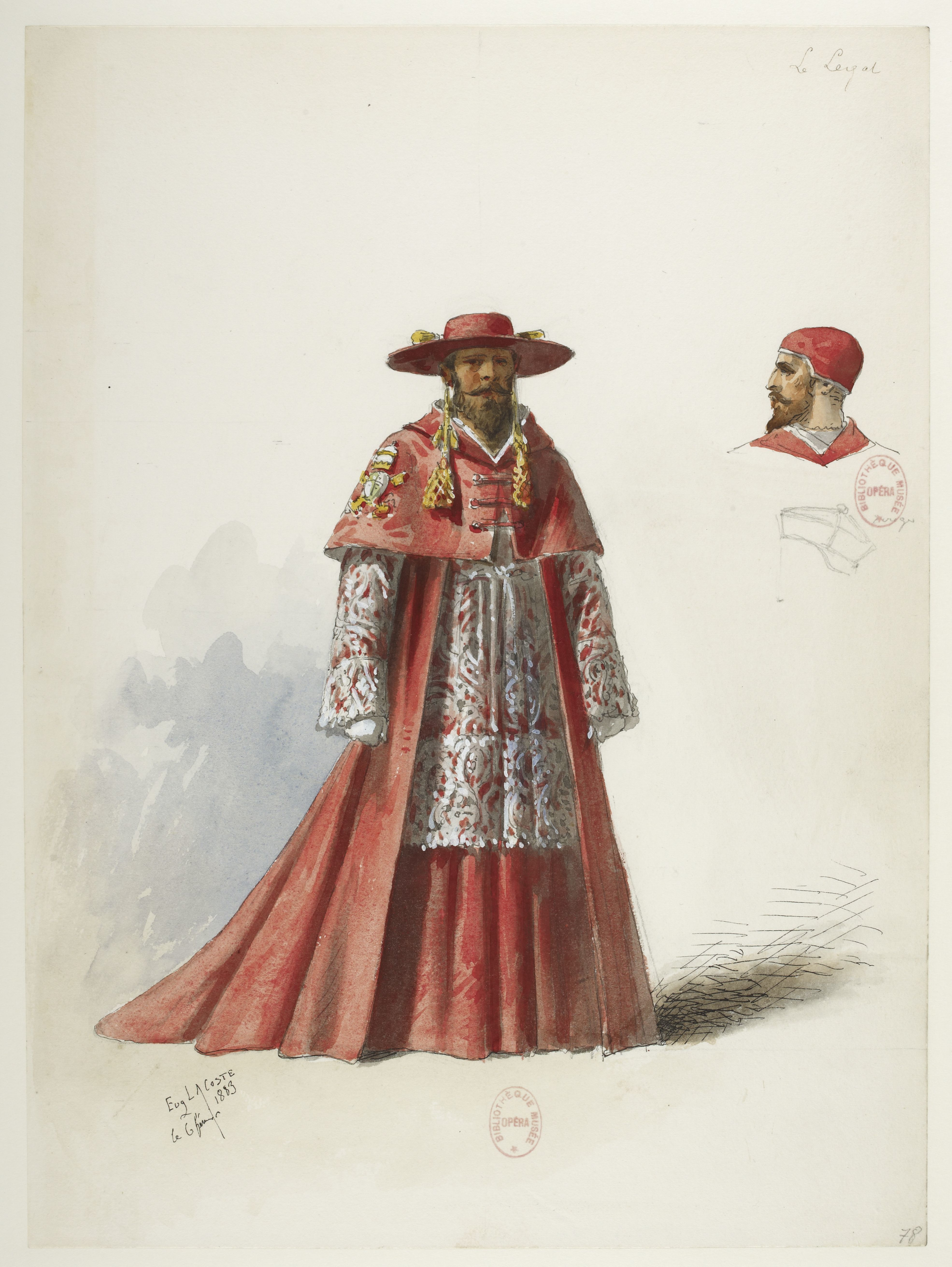
枢機卿キャンピーアス
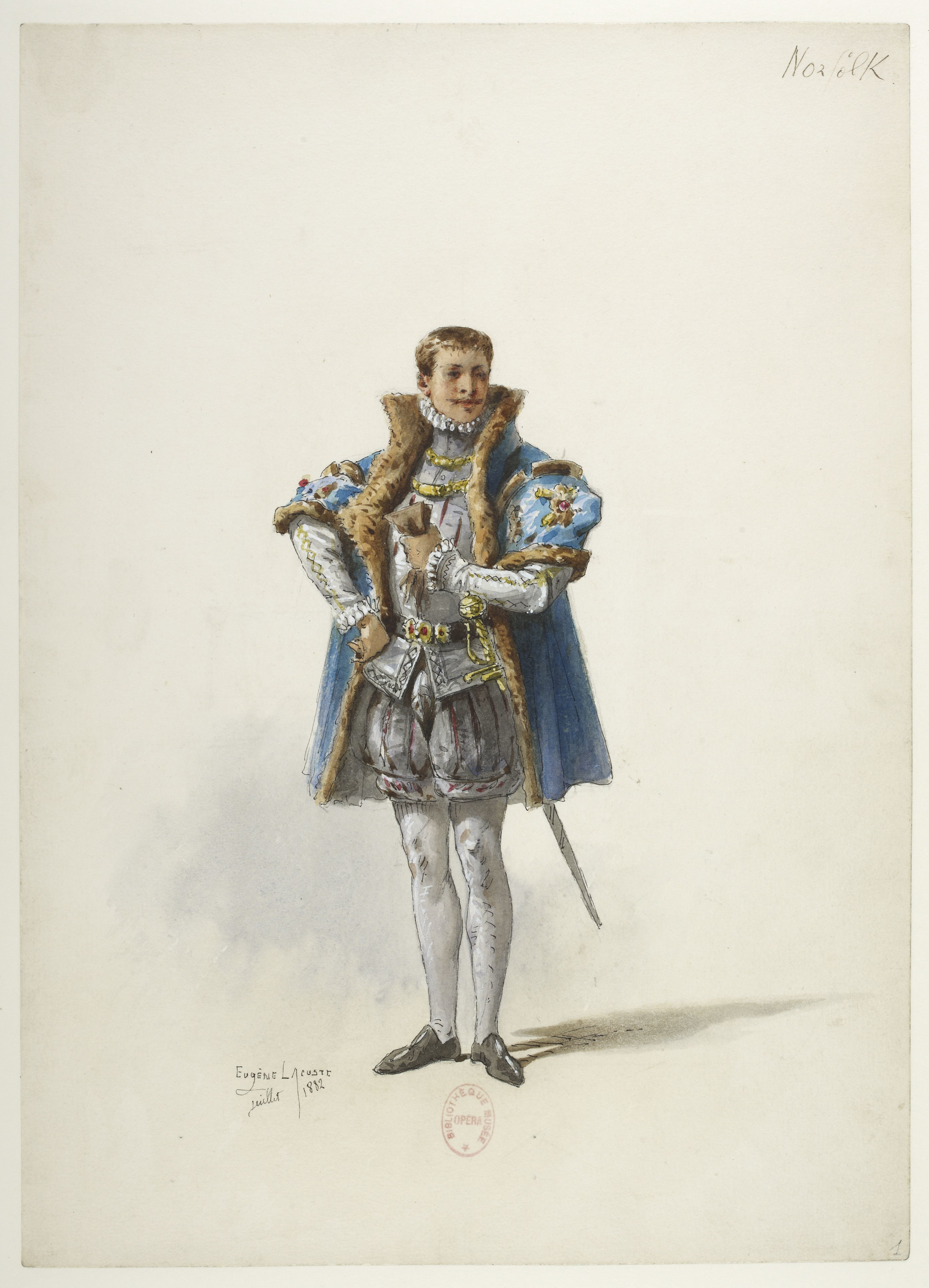
ノーフォーク公爵
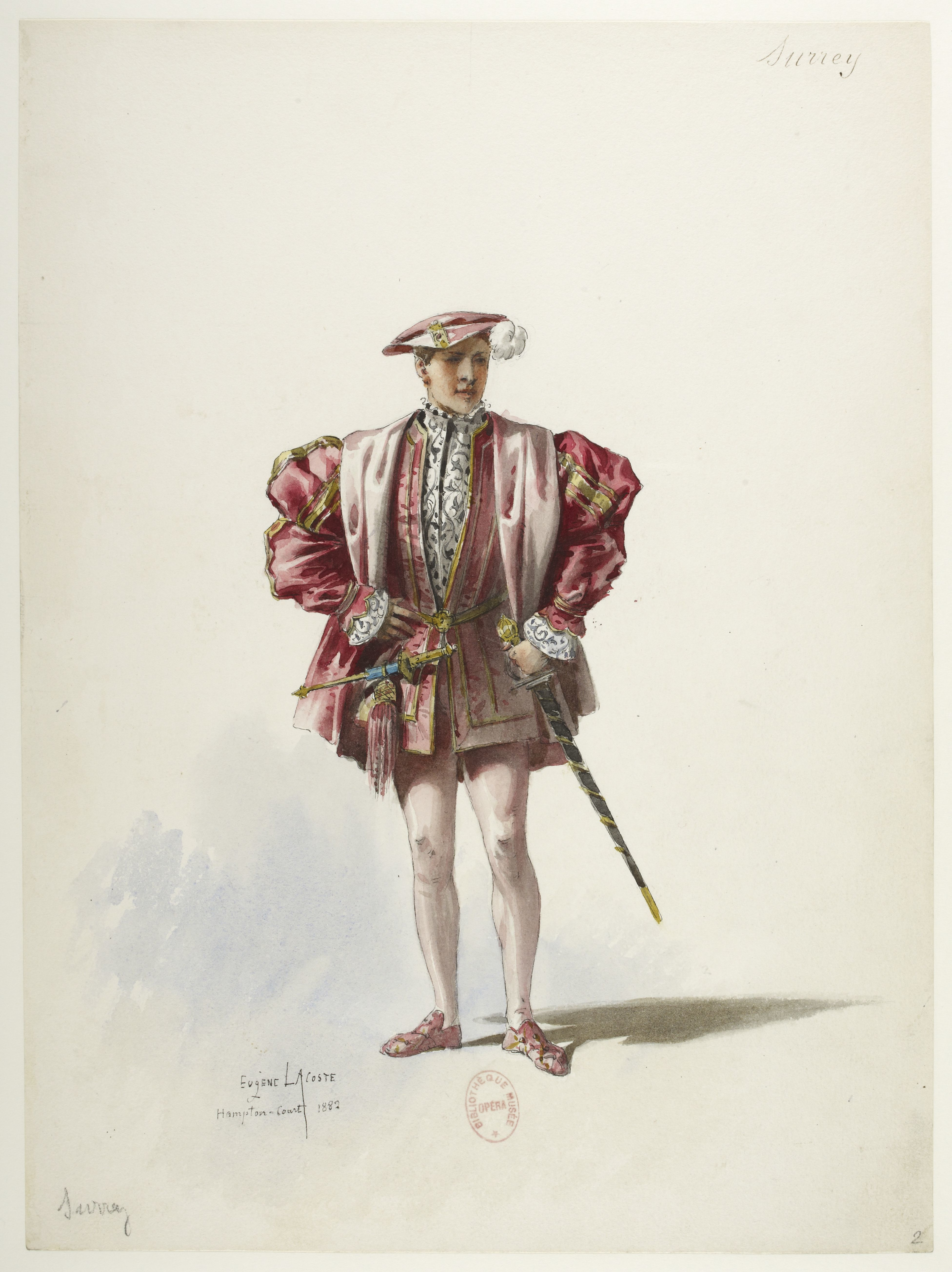
サリー公爵
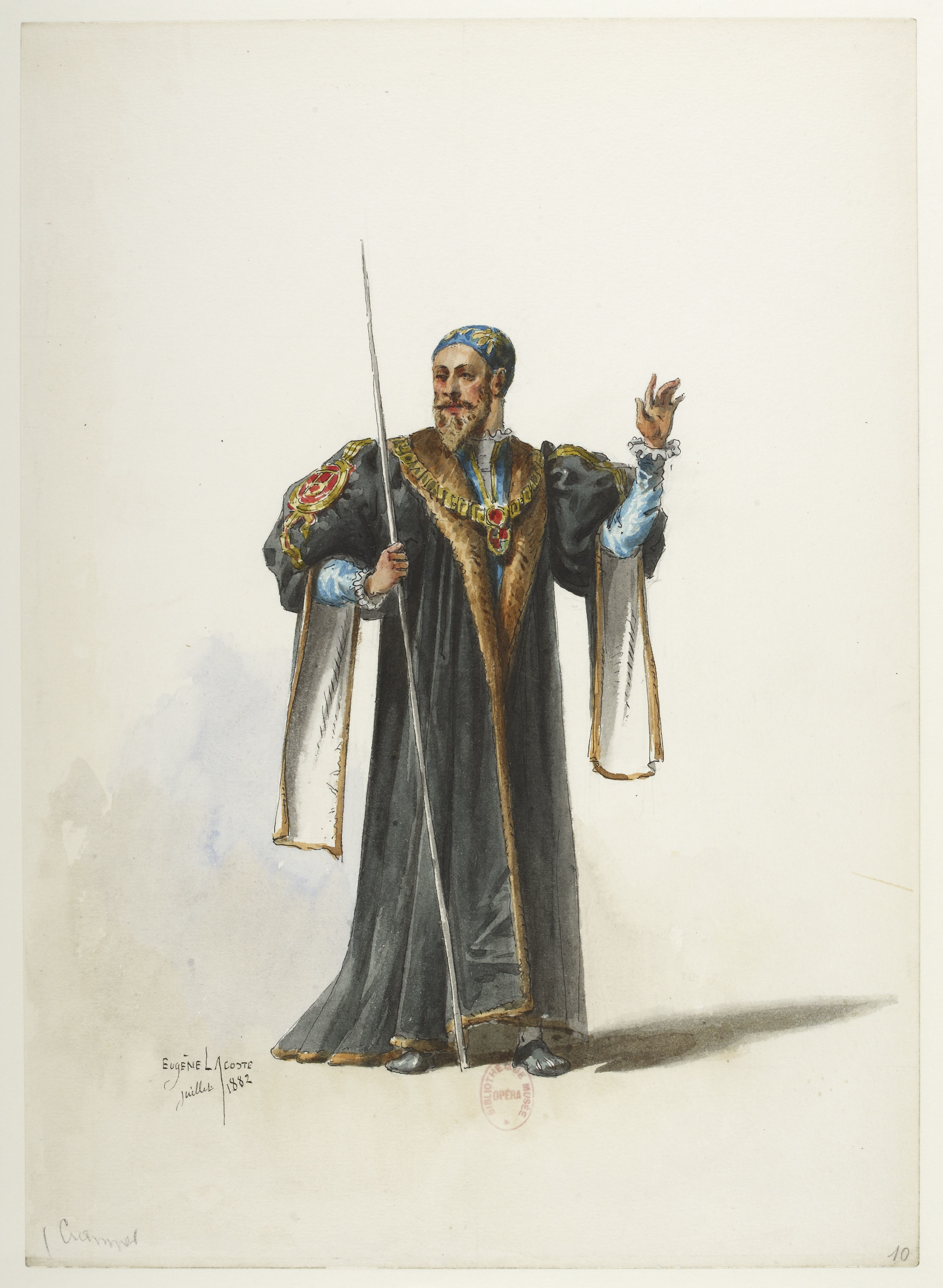
カンタベリー大司教
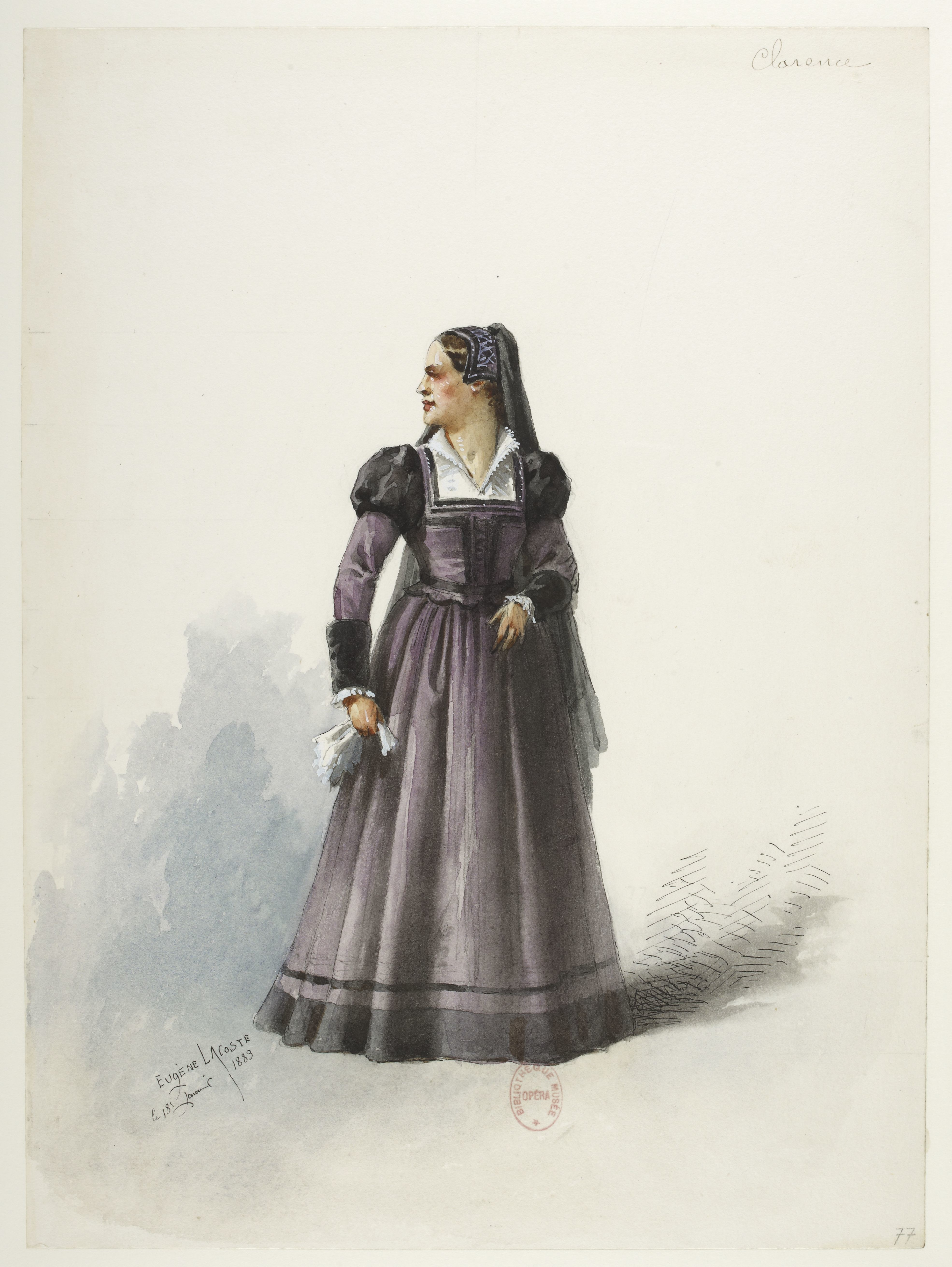
クラレンス夫人

## あらすじ
舞台：1530年代のイングランド

### 第1幕
ヘンリー八世の宮殿、1530年

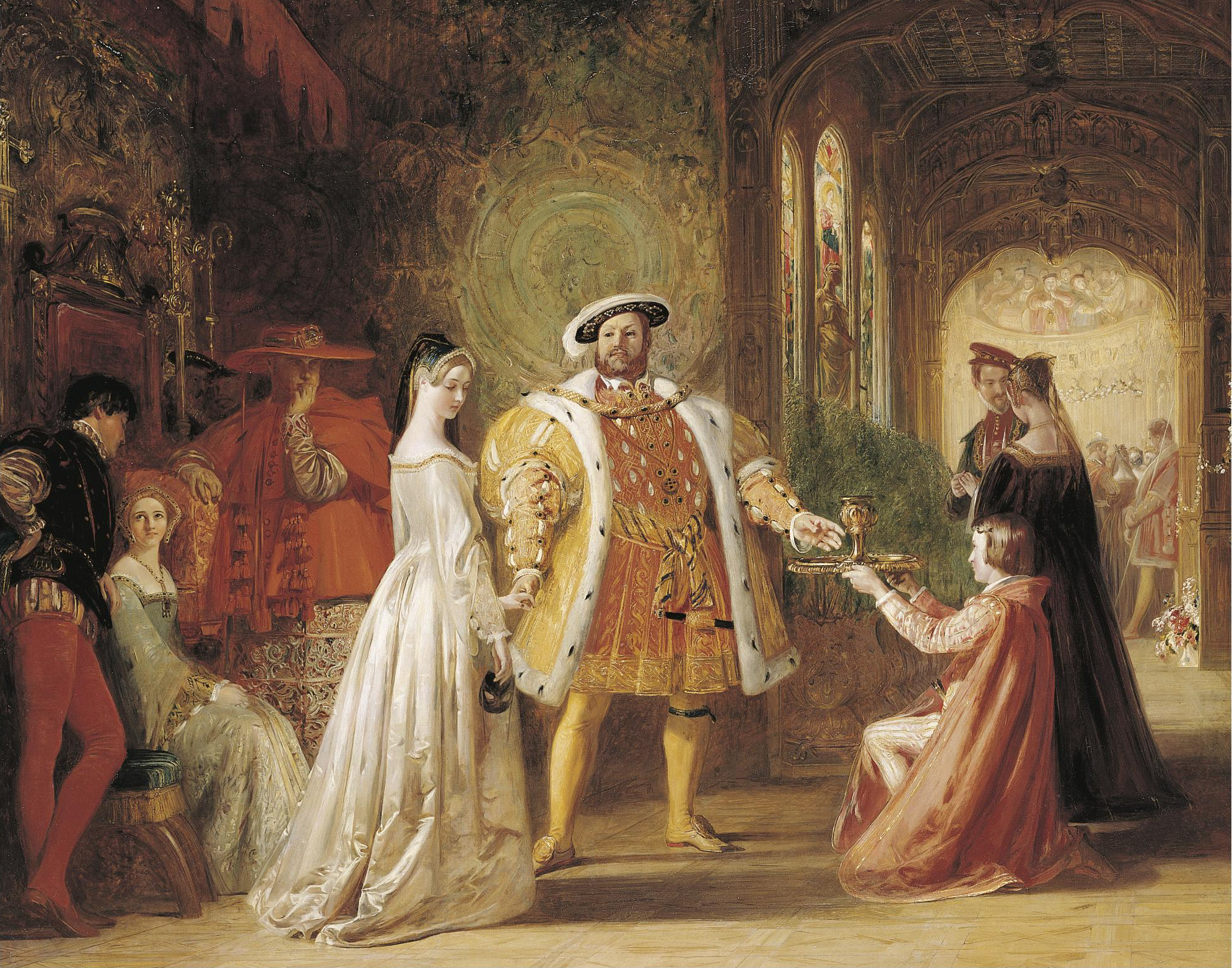
王とアンの出逢い

テューダー朝風の荘厳な短い序奏が提示されると、駐英大使として赴任したばかりのスペインのドン・ゴメスがノーフォーク公と再会している。ドン・ゴメスは恋人の名前を伏せつつも恋人の美貌を女神のようだと称賛する。ノーフォーク公がその恋人の名を問うので、ドン・ゴメスがアン・ブーリンだと打ち明けると、仰天して彼女は王の新しい愛人だと伝え、注意を促す。さらに、王の親友であったバッキンガム公でさえ、謀反の濡れ衣を着せられて、今夕処刑されるのだと伝える。ドン・ゴメスとノーフォーク公の二重唱に続いて、死刑判決を受けたバッキンガム公を憐れむ合唱が聞こえて来る。やがて王が現れると、ノーフォーク公が新しい駐英大使ドン・ゴメスを王に紹介する。王はドン・ゴメスの駐英大使着任に祝辞を述べ、ドン・ゴメスと彼の恋人との出会いの機会作りに貢献できたことを嬉しく思う、出来ればその恋人に会ってみたいものだと冷やかす。王を残して全員が退場すると、サリー伯が登場し、王がアン・ブーリンと再婚するために起こしたキャサリン王妃との離婚裁判に教皇が反対していると伝える。これを聞き、王は怒りをサリー伯にぶつけ、「愛が勝利した心には」とアリアを歌う。
キャサリン王妃が登場すると、アン・ブーリンを王妃の女官に任命する。しかし、キャサリン王妃はアン・ブーリンが王の新しい愛人であることを知らない。キャサリン王妃は死刑判決を受けたバッキンガム公の助命を嘆願するが、王は冷酷にも即座にこれを拒絶する。キャサリン王妃はバッキンガム公の助命を聞き入れてくれないのは、王がキャサリン王妃を愛していないことの表れだと非難するが、王は全く意に介さない。ヘンリー八世は夭折した兄の未亡人を寛大にも娶ったのだが、世継ぎに恵まれないのは辛いことなのだと反論する。
王と王妃のデェエットが終わると、アン・ブーリンたちが入場してくる。そこにはドン・ゴメスの姿もある。王がアンはドン・ゴメスと面識があるのかと問うので、アンはドン・ゴメスとの関係を見抜かれたかと困惑する。王はアンにペンブルック侯爵夫人の称号を授与し、王妃の女官に任命する。王が密かにアンに愛を囁くので、アンの心に期待感が芽生える。王宮の外ではバッキンガム公処刑の行進が始まり、バッキンガム公処刑を悲しむ「運命の刃が振り下ろされたとの合唱が聞こえる。王は、裏切り者は罪を償うのだと歌い。アンとドン・ゴメスも各々の思いを歌い、合唱と相まって第1幕を閉じる。

### 第2幕

王妃の座を追われるキャサリンと、公衆の面前で愛をささやく国王とアン・ブーリン

リッチモンド宮殿の庭とアンの部屋の控えの間、1533年
古風な間奏曲に続いて、子供の遊びを讃える無邪気な合唱が聞こえる。アンが王の寵姫となっているという噂にドン・ゴメスが心を痛めている。ドン・ゴメスはアンを裏切り者とそしるアリアを歌い、自らの惨い運命を嘆く。アンの侍女たちがアンを讃える合唱が聞こえる。侍女たちが退場し、アンとドン・ゴメスが2人きりになると、ドン・ゴメスはアンが彼の愛を忘れてしまったと非難するが、アンは昔と変わらずドン・ゴメスを愛していると反論する。しかし、今は王の寵姫の身であるので、しばらくの猶予が欲しいと訴える。
そこへヘンリー八世が現れ、アンとドン・ゴメスが2人きりで会っているのを訝しがり、ドン・ゴメスにアンへの愛を語っているのかと2人の仲を疑う。王はアンのために開かれる夜会にドン・ゴメスを招待する。ドン・ゴメスが退出すると、王はアンへの執拗な求愛を始める。それを固辞するアンに対し、王はアンの美貌と魅力の虜となり、将来の身分を保証し、王妃と離婚さえすると口走ってしまう。これを受けて、アンはついに王の求婚に応じて、王と共に、二重唱「これが運命だ！」を歌う。
部屋に戻り、アンは1人になると「夢が叶ったのだわ、平民の娘が王妃になるのだわ！」とアリアを歌う。すると嫉妬に狂ったキャサリン王妃が現れ「哀れな娘よ、ただではおかぬから用心せよ」と罵倒する。アンは「王は私のもの！」と反駁する。王が戻ると、キャサリン王妃は王を非難するが、王はアンの肩を持つ。ちょうどそこへ、ローマ教皇の使者がやって来るが、王は面会を拒絶する。王とアン・ブーリンを祝し、踊り子によってバレエが披露される。

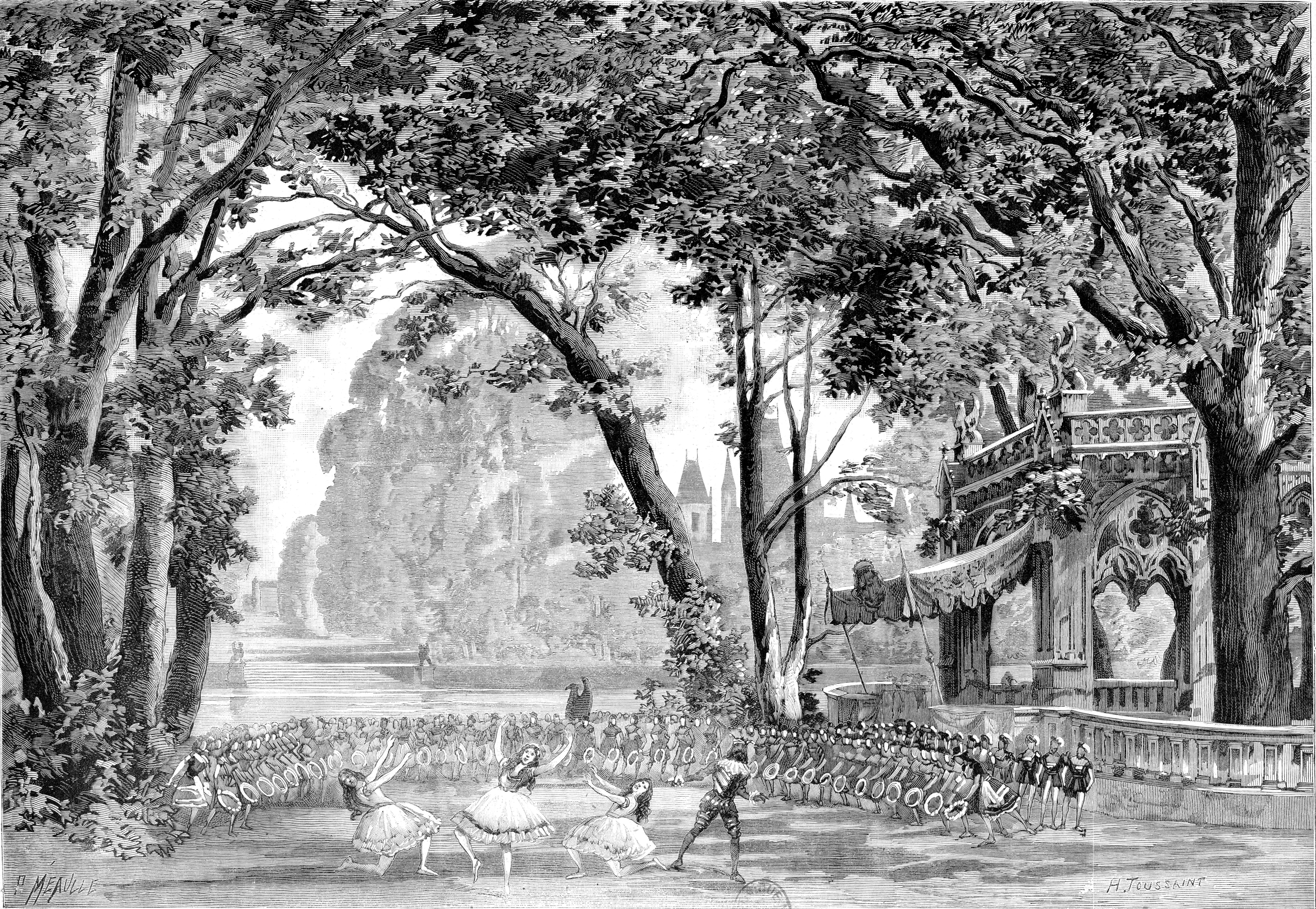
庭園でのバレエ

#### リッチモンド宮殿の庭園での余興（バレエ）
- 導入と入場
- スコットランドの牧歌
- ホップ（勿布）の祭り
- ジプシー女の踊り
- ハイランド人の舞踊
- スケルツェット
- ジーグとフィナーレ

### 第3幕
議会大会議室

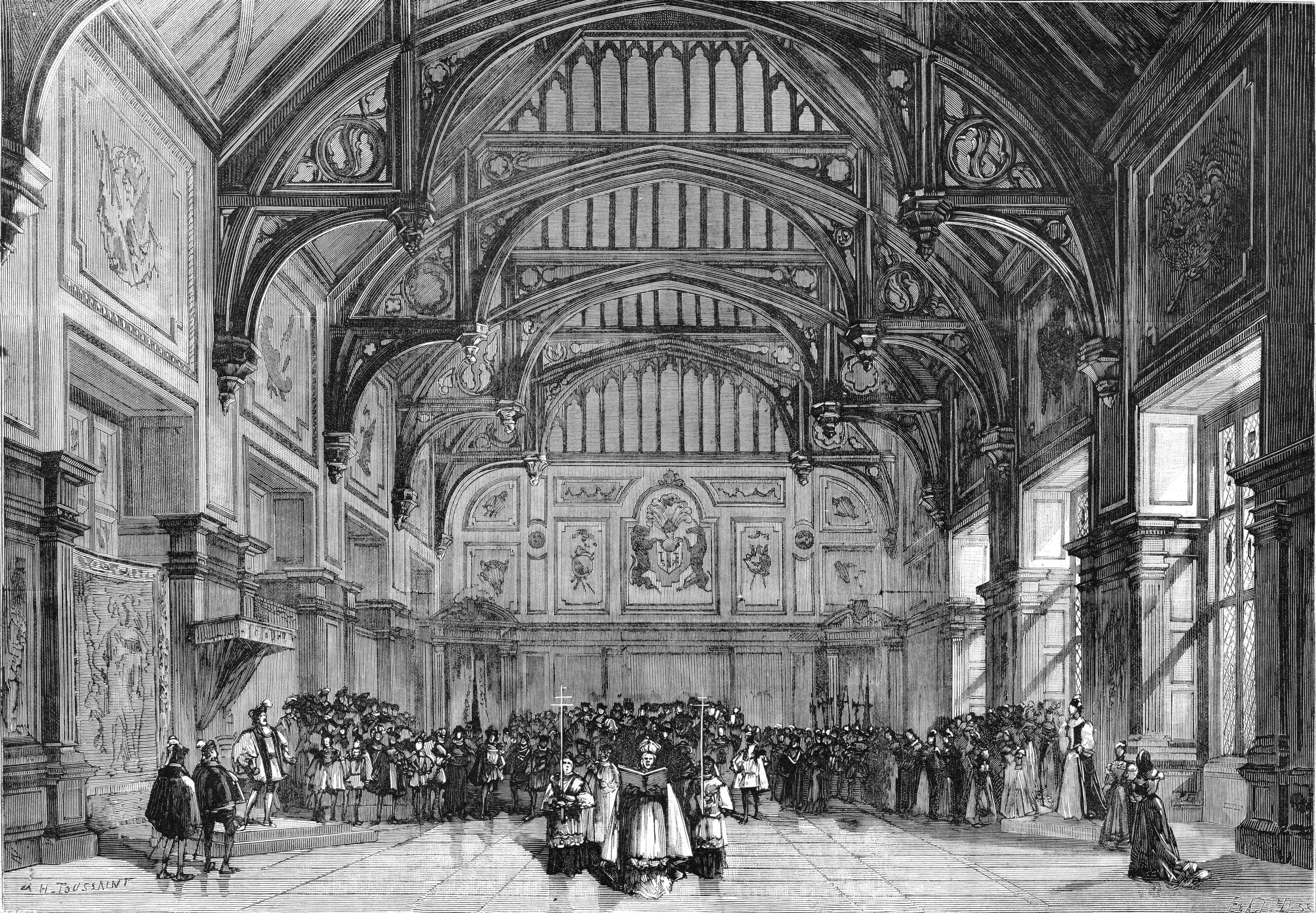
大会議室

入廷を前に、王とアン・ブーリンはカンタベリー大司教によって婚礼の式を挙げる。法廷が開き、傍聴席は民衆で埋め尽くされ、関係者が続々と入室してくる。さらに、王、キャサリン王妃、ドン・ゴメスが入廷する。全能の神による国王加護の願いが荘厳に全員で歌われ、宗教裁判が始まる。まず王が、兄の未亡人キャサリンとの婚姻は無効であると裁判官たちに提訴する。苦境に立たされたキャサリン王妃は「王のご慈悲を請います」と身の哀れを歌い、民衆の同情を買いつつ、懇願のアリアを切々と歌う。スペインの同胞としてキャサリン王妃の弁護に立つドン・ゴメスは、「スペインはキャサリン王妃の名誉のためには戦争さえ辞さない」と大見得を切る。しかし王がそれは座視できぬとし「イングランドは復讐も戦争も受けて立つ」と反論する。イングランドの同席者一同が王の言葉を合唱にて繰り返す。そして、カンタベリー大司教から婚姻無効の判決が言い渡され、キャサリン王妃が「裁判官たちは皆、自分の敵である」と言い、裁判の違法性を訴える。
そこにローマ教皇クレメンス七世の特使が到着し、「ヘンリー八世の訴願を棄却し、離縁の許可しない」と宣言し、裁判の判決を覆す。怒った王はアン・ブーリンとの結婚を宣言する。これに対し、教皇クレメンス七世の特使がヘンリー八世の破門を宣言する。王はローマ・カトリック教会からの離脱と国教会の独立を宣言する。そして民衆による、王であり国教会の長となったヘンリー八世の勝利を称賛する大合唱が巻き起こる。絶望したキャサリンとドン・ゴメスは退廷する。

### 第4幕

#### 第1場
リッチモンド宮殿、1536年

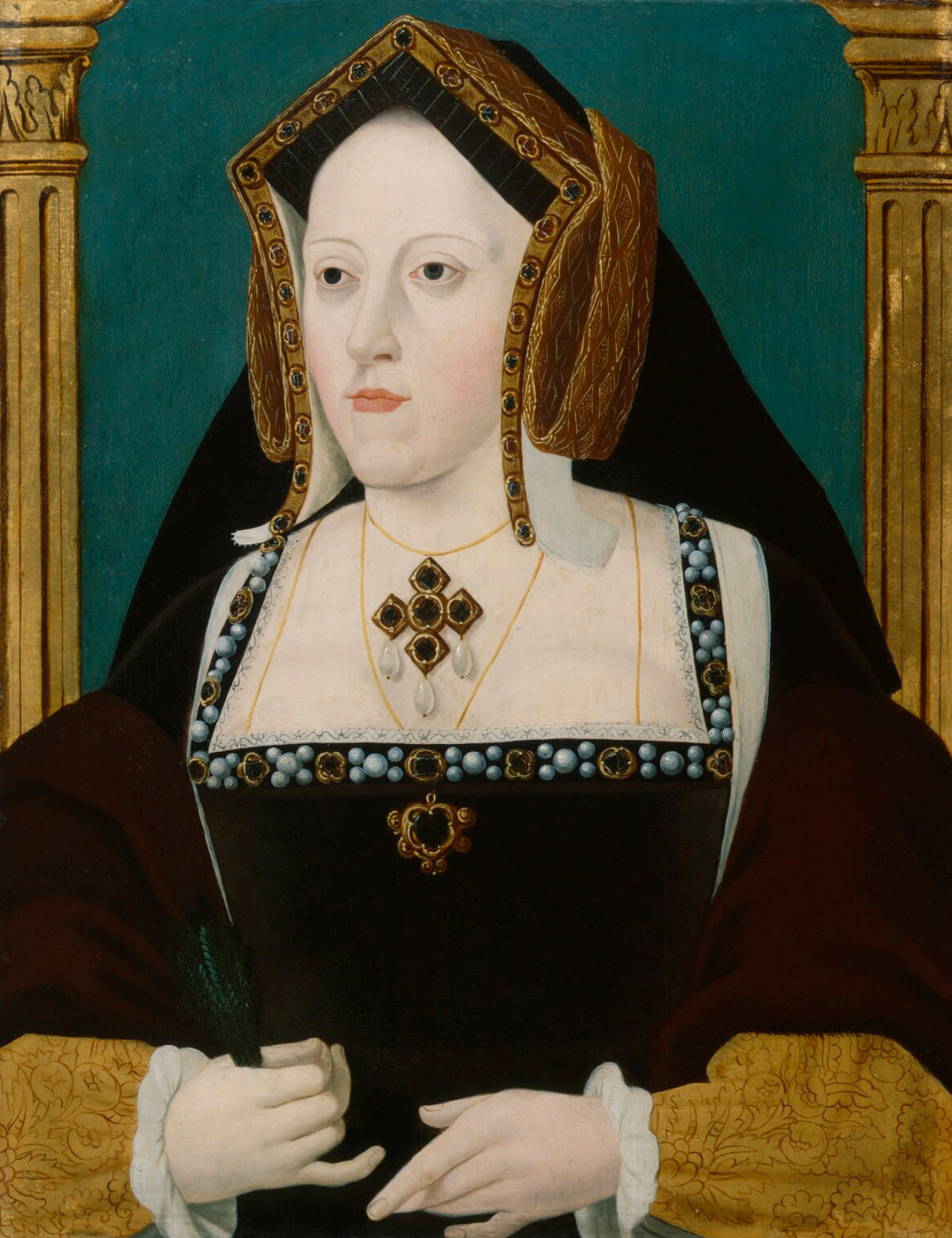
最初の妻キャサリン

アン・ブーリンが王妃になって3年が経過したにもかかわらず、男子に恵まれないまま、王の嫉妬と猜疑心に脅える日々を過ごしていた。一方、キャサリン元王妃は失意と悲嘆で体調を崩し、重病の床についていた。王の誕生祝いで人々が集まっている。ドン・ゴメスが駐英大使の最後の務めとしてキャサリン元王妃の祝いの伝言を持参して来る。アンは恐怖に打ち震えつつ、昔の手紙を持って来たのではないかと問い質す。ドン・ゴメスは偽りの愛の誓いなどとうに全て焼き捨てたと答える。しかしアンはドン・ゴメスへの愛を綴った手紙が1通だけキャサリンの手元に残っている事実を思い起こし、何があってもその手紙を取り返さねばならないと焦燥する。王はキャサリン元王妃の「王への永遠の忠誠を誓い、あの世でも王を讃える」という伝言に感動したようで、ドン・ゴメスに王をキャサリンのもとへ連れて行くよう命じる。王はアンへの疑念を深め、何としてもキャサリンからアンの秘密を聞き出したい欲求に駆られる。ドン・ゴメスは王の態度を訝しがりつつも、王に同行し、キャサリンの暮らすキンボールトン城へ向かう。

#### 第2場
キンボールトン城

ハンス・ホルバインによるヘンリー8世（1537年ごろ）

ヘンリー八世の誕生日を祝う合唱が舞台裏から聴こえる。強制的に離婚させられ、わずかな侍女たちと暮らすキャサリンは死を待つばかりの状態である。一人望郷の念に駆られ故国スペインへの想いを歌う。キャサリンは形見の品々を侍女たちに分け与え、使用していた祈祷書はゴメスへの贈り物とする。ゴメスはアンがキャサリンにアンのゴメスへの愛を打ち明けた手紙が入っていることを知っているのである。その手紙こそがキャサリンとゴメスの苦境の元凶となり、アンの悲劇的運命の原因になるである。
アンがキャサリンを訪れ、王妃の座に目が眩んで酷い憂き目を見させたこと謝罪し、許しを乞い、例の手紙を返して欲しいと懇願する。しかしキャサリンは、アンがゴメスへの愛の証拠隠滅を図っていることは明白で、そんなことに加担できるわけがないと弾劾し、拒絶する。アンは身の破滅の恐怖にとらわれる。そこにドン・ゴメスを従えて現れた王は、白々しくもキャサリンに長年にわたって酷い憂き目に会わせたことを詫び、アンの王への不誠実や裏切りの証拠を持っていないかと詰問する。しかしキャサリンはドン・ゴメスの命を案じ、何も語ろうとはしない。嫉妬に狂って業を煮やした王は、不実の証拠がないなら疑惑は晴れたとし、キャサリンへの残忍な当て付けとしてアンへの永遠の愛を誓い始める。アンは恐怖に怯えつつも王への愛を返す。王の情け容赦のない仕打ちに、キャサリンは「神はまだ私に過酷な試練を与えるのか」と呻きつつ、証拠の手紙を燃やして事切れる。ついに秘密を入手できなかった王のアンへの疑念と憎悪は一気に頂点に達し、「王を愚弄するものは打ち首だ」と叫ぶ。アンは身の破滅が迫っていることを悟り、崩れ落ちる。

## 上演時間
第1幕：45分、第2幕：1時間40分、第3幕：35分、第4幕第1場：15分、第2場：30分、合計：約3時間45分

## 楽器編成

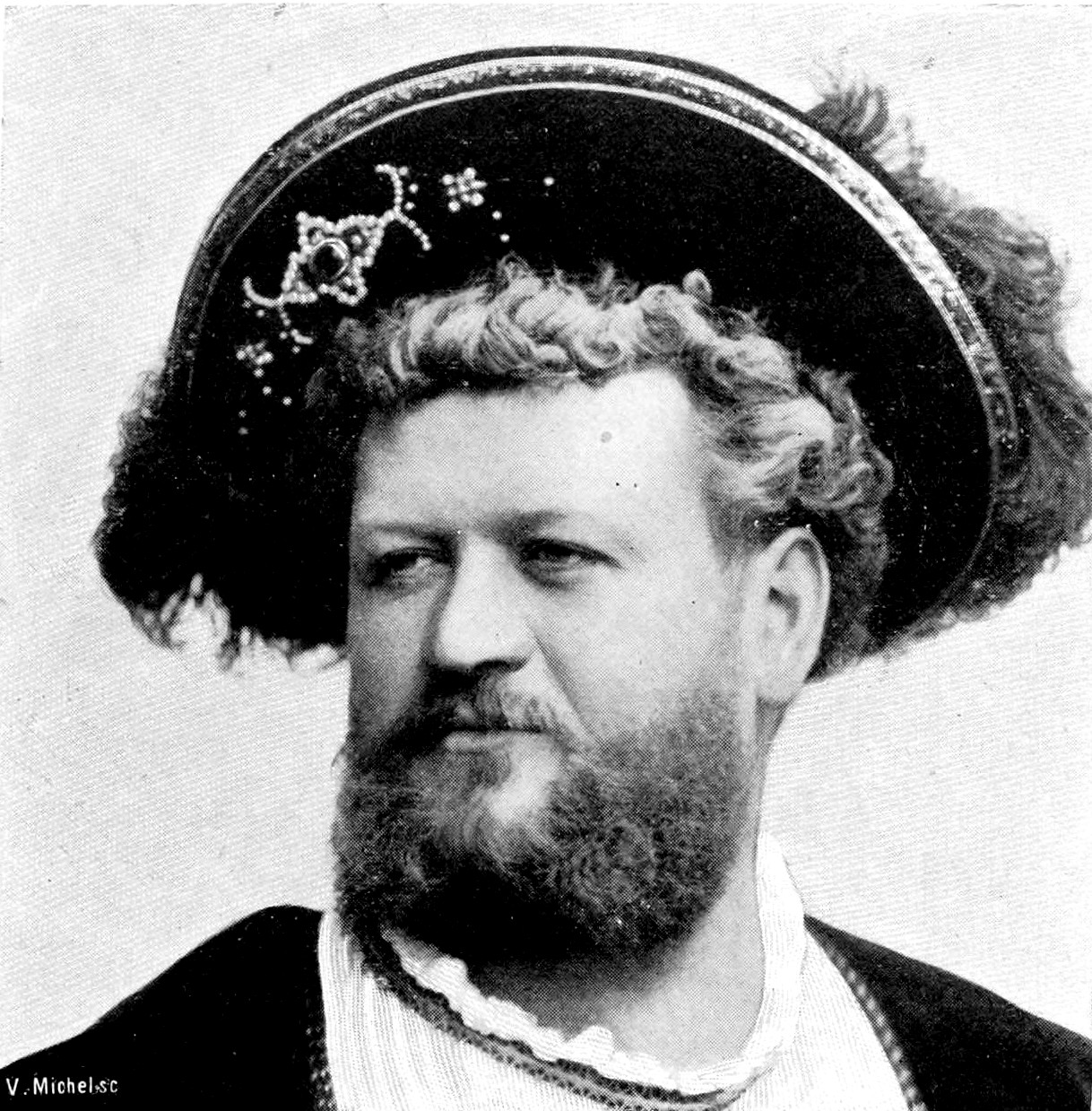
ジャン・ラサール

- 木管楽器：フルート3（ピッコロ1持ち替え）、オーボエ3（イングリッシュホルン1持ち替え）、クラリネット3（バスクラリネット1持ち替え）､ファゴット2
- 金管楽器：ホルン4、トランペット2、コルネット2、トロンボーン3、バスチューバ1
- 打楽器：ティンパニ1、大太鼓、トライアングル、シンバル、タンバリン､ タムタム
- ハープ2、弦五部
- バンダ：
小クラリネット、サクソフォーン5（B♭管ソプラノ1、E♭管アルト2、B♭管テナー1、E♭管バリトン1）、コルネット2、F管トランペット1、E♭管サクソトロンバ2、サクソルン9（E♭管ピッコロ1、B♭管ソプラノ3、B♭管バリトン2、B♭管バス1、E♭管コントラバス1、B♭管コントラバス1）、トロンボーン3、太鼓

## 主な録音・録画
| 年   | 配役 ヘンリー八世 キャサリン王妃 アン・ブーリン ドン・ゴメス・デ・フェリア ノーフォーク公爵 枢機卿キャンピーアス カンタベリー大司教 サリー公爵                                  | 指揮者、 管弦楽団および合唱団 | レーベル |
| ---- | --- | --- | --- |
| 1991 | フィリップ・ルイヨン ミシェール・コマン リュシール・ヴィニョン アラン・ガブリエル フィリップ・ボエ ジェラール・セルコワイアン ジャン＝マルク・ロワゼル アレクサンドル・レテール | アラン・ギンガル フランス・オペラ管弦楽団 ルーアン芸術劇場合唱団 演出：ピエール・ジュルダン ダンサー：ドミニク･カルフーニ （マルセイユ国立バレエ団） ダンサー：ヤン･ブレックス （バイエルン州立バレエ団） | DVD: ニホンモニター・ドリームライフ DLVC1088 （ASIN: B000BM6L28） CD: Le Chant du Monde LDC 278 1083/85 （ASIN: B00004UGGP） |
| 2012 | ジェイソン・ハワード エリー・ディーン ジェニファー・ハロウェイ ジョン・テシエ ネイサン・スターク ジョン=マイケル・バール ジェフリー・タッカー ブランチ・フィールド              | レオン・ボットスタイン アメリカ交響楽団 バード祝祭合唱団 | MP3: American Symphony Orchestra （ASIN: B009HEC3L4）                                                                        |

- 参考：ディスコグラフィー